# The Beachers
The Beachers es un grupo musical panameño formado en la provincia de Bocas del Toro. Su primer y actual director es Lloyd Gallimore. El género de su música es tropical con fuerte influencia de ritmos caribeños. Sus ritmos incluyen: Salsa, Boleros, Calypsos, TipiSalsa (mezcla de Salsa con música Típica panameña), etc.
The Beachers fue uno de los grupos musicales de más éxito en la era de los Combos Nacionales en la década de 1970. Aún en el 2008 el grupo continua vigente y prepara una celebración a lo grande con giras a nivel nacional e internacional a ciudades de costa Rica y Estados Unidos. Su agenda incluye su participación en el mes de septiembre en “El primer encuentro de Calypso y calypsonian” que se realizará en la provincia de Bocas del Toro.
Sus producciones son consideradas iconos de la música del Caribe,[cita requerida] entre ellas tenemos:
1. "África Caliente"
2. "Lord Cobra and The Beachers"
3. "The Beachers Historia Musical Vol. 1, 1968-1975" (CD doble)